# Coupe Spengler 1958
Navigation
Édition précédente Édition suivante
La Coupe Spengler 1958 est la 32e édition de la Coupe Spengler. Elle se déroule en décembre 1958 à Davos, en Suisse.

## Règlement du tournoi
Les équipes sont regroupés au sein d'un seul groupe. Les équipes jouent un match contre chacune des autres équipes. Le premier de la poule est déclaré vainqueur de la Coupe Spengler.

## Résultats des matchs et classement
| Clt   | Équipe                  | PJ | V | D | N | BP | BC | Pts |
| ----- | ----------------------- | -- | - | - | - | -- | -- | --- |
| +001, | HC Davos                | 4  | 4 | 0 | 0 | 22 | 13 | 8   |
| +002, | Diavoli HC Milan        | 4  | 3 | 1 | 0 | 26 | 21 | 6   |
| +003, | AC Boulogne-Billancourt | 4  | 2 | 2 | 0 | 20 | 16 | 4   |
| +004, | Mannheim ERC            | 4  | 1 | 3 | 0 | 11 | 18 | 2   |
| +005, | Forshaga IF             | 4  | 0 | 4 | 0 | 11 | 22 | 0   |

- Vainqueur de la compétition